# Osiedle Tadeusza Kościuszki (Jaworzno)
Osiedle Tadeusza Kościuszki w Jaworznie – osiedle mieszkaniowe położone w dzielnicy Śródmieście.

## Obiekty i miejsca
- Szkoła Podstawowa nr 1 im. Tadeusza Kościuszki
- Przychodnia GZLA przy ul. Gwarków
- Stacja Kontroli Pojazdów przy ul. Rzemieślniczej
- Kaufland